# Signy-Avenex
Signy-Avenex je obec na jihozápadě Švýcarska v okrese Nyon v kantonu Vaud. Leží poblíž Ženevského jezera. Žije zde 594 obyvatel.

## Geografie
Signy-Avenex leží v nadmořské výšce 470 m, vzdušnou čarou 3 km západoseverozápadně od okresního města Nyon. Obec se nachází na mírně jihovýchodně se svažující rovině na jižním úpatí Jury, mezi Ženevským jezerem a masivem La Dôle.
Území obce o rozloze 1,9 km² pokrývá část roviny na úpatí Jury mezi toky Boiron de Nyon na jihozápadě a Asse na severovýchodě. Nejvyšší bod Signy-Avenex leží v nadmořské výšce 489 metrů pod Grens. V roce 1997 tvořila 20 % rozlohy obce zastavěná plocha, 2 % lesy a lesní porosty a 78 % zemědělství.
Signy-Avenex se skládá z obce Signy, vesnice Avenex (455 m n. m.) a osady rodinných domů Grands Champs na západním okraji Signy. Sousedními obcemi Signy-Avenex jsou Nyon, Grens, Borex a Eysins.

## Historie
Z římských dob se dochovaly malé pozůstatky akvaduktu, který vedl vodu z Versoix do Colonia Iulia Equestris (Nyon). Signy se v listinách poprvé objevuje v roce 1017 pod názvem Sigiciacum, později se objevují názvy Signiacum a Signei v roce 1166. Avenex byl jako Avenacum zmiňován již v roce 926.
V roce 1017 byly Signy a Avenex darovány opatství Saint-Maurice králem Rudolfem III. Od 12. století patřily pánům z Prangins a nakonec se ve 14. století dostaly do majetku rodu Savojských. Po dobytí Vaudu Bernem v roce 1536 přešlo Signy-Avenex pod správu panství Nyon. Po pádu Staré konfederace patřila obec v letech 1798–1803 v období helvétského soustátí ke kantonu Léman, který byl poté po vstupu v platnost Ústavy o zprostředkování sloučen s kantonem Vaud. V roce 1798 byla přiřazena k okresu Nyon.

## Obyvatelstvo
| Rok            | 1764 | 1850 | 1900 | 1910 | 1930 | 1950 | 1960 | 1970 | 1980 | 1990 | 2000 |
| Počet obyvatel | 47   | 99   | 94   | 115  | 121  | 141  | 136  | 155  | 278  | 304  | 390  |

Z celkového počtu obyvatel je 78,7 % francouzsky mluvících, 11,8 % anglicky mluvících a 5,9 % německy mluvících (stav v roce 2000). V roce 1900 žilo v Signy-Avenex celkem 94 obyvatel. Po roce 1960 (136 obyvatel) začal počet obyvatel rychle růst a během 40 let se ztrojnásobil.

## Hospodářství
Až do druhé poloviny 20. století byla obec Signy-Avenex charakteristická především zemědělstvím. Dnes se zemědělství zaměřuje na ornou půdu a ovocnářství a v blízkosti obce se nachází několik malých vinohradů. V Signy-Avenex se vyrábí aperitiv Vitavin. Další pracovní příležitosti jsou k dispozici v místním průmyslu a především ve službách. V posledních desetiletích se obec rozvinula v rezidenční obec. Mnoho pracujících dojíždí za prací do Nyonu a Ženevy.

## Doprava
Přestože se obec nachází mimo hlavní dopravní tepny, má dobré dopravní spojení a je snadno dostupná z Nyonu. Dálniční křižovatka Nyon na dálnici A1 (Ženeva–Lausanne) je od obce vzdálena asi 3 km. Signy-Avenex je napojeno na síť veřejné dopravy prostřednictvím postbusové linky z Nyonu do Gingins.